# Prunus henryi
Prunus henryi — вид квіткових рослин з родини трояндових (Rosaceae). Ареал охоплює такі країни: Китай (Юньнань).